# Croton orbignyanus
Espèce
Croton orbignyanus est une espèce de plantes à fleurs du genre Croton et de la famille des Euphorbiaceae, présente en Bolivie et en Uruguay.
Il a pour synonymes :
- Croton bridgesii, Müll.Arg., 1865
- Oxydectes bridgesii, (Müll.Arg.) Kuntze
- Oxydectes orbignyana, (Müll.Arg.) Kuntze